# عملية سفينة نوح
عملية سفينة نوح أو فضيحة إم في كارين أيه هي عمل عسكري إسرائيلي نُفذ في يناير 2002 حيث استولت قوات من جيش الاحتلال الإسرائيلي على السفينة إم في كارين أيه والتي وفقاً للجيش سفينة بضائع فلسطينية في البحر الأحمر. تحمل 50 طنا من الأسلحة بما في ذلك صواريخ كاتيوشا قصيرة المدى وصواريخ مضادة للدبابات ومتفجرات شديدة الانفجار.

## الخلفية
كشف التحقيق السابق أن قائد السفينة هو العقيد عمر محمد حسن عكاوي وهو عضو في حركة فتح منذ عام 1976 وعضو في السلطة الوطنية الفلسطينية.
وفقا لقائمة لويدز التي تتبع سجلات الشحن في جميع أنحاء العالم تم شراء السفينة في 31 أغسطس 2001 من شركة لبنانية من السلطة الفلسطينية تحت اسم عادل مغربي. المشتري المزعوم للأسلحة عادل المغربي (المعروف أيضا باسم عادل سلامة) كان عضوا سابقا في نظام ياسر عرفات حتى مطلع الثمانينيات «عندما تم فصله لقيامه بأعمال خاصة تتعارض مع وضعه الرسمي».
من أكتوبر 2000 كان المغربي على اتصال مع الإيرانيين وحزب الله. كان المغربي أحد الاتصالات الرئيسية في النظام الفلسطيني للحصول على الأسلحة. دعمه قائد شرطة البحرية الفلسطينية جمعة غالي ومساعده التنفيذي فتحي غزم. كان هدفهم تهريب كمية كبيرة من الأسلحة لاستخدام السلطة الفلسطينية. شملت هذه العملية الخاصة شراء السفن وتسهيلها وتشكيل طاقم الإبحار والتخطيط بشأن كيفية تخزين الأسلحة وإخفائها وتحميل الأسلحة إلى السفن ونقلها إلى حين تسليمها للسلطة الفلسطينية.
ثم أبحرت السفينة إلى السودان حيث كانت محملة بالبضائع العادية وتم تبديل الطاقم مع أفراد السلطة الفلسطينية. أعيد تسميتها من (ريم كيه) إلى (كارين أيه) عندما تم تسجيلها في تونجا في 12 سبتمبر. أكدت تونغا أن عباس كان لا يزال مالك السفينة. خلال نوفمبر 2001 أبحروا إلى ميناء الحديدة في اليمن. بعد ذلك كانت السفينة محملة بالأسلحة من قبل الإيرانيين وحزب الله وفي أثناء العبور كان يعمل بها أفراد من السلطة الفلسطينية. كان الهدف هو نقل الأسلحة إلى الشرطة البحرية الفلسطينية بالقرب من شواطئ غزة.
خلال ديسمبر 2001 أعطى المغربي السفينة تعليمات مفصلة للإبحار إلى شواطئ جزيرة جسم في إيران. هناك عبّارة اقتربت منها على الأرجح من إيران. هذه العبّارة تحتوي على الأسلحة المخزنة في 80 صندوق خشبي كبير والتي تم نقلها على متن السفينة. ثم وضع أفراد السفينة هذه الأسلحة في حاويات مائية خاصة والتي كانت تنتج فقط في إيران. هذه الحاويات قابلة للتعويم ولها نظام وشكل يحدد مدى عمقها المغمور.
عند الانتهاء من التحميل كانت السفينة بحاجة إلى تغيير عنوانها نحو ميناء الحديدة بسبب مشاكل فنية. بعد أن عبرت السفينة القناة كان من المتوقع أن تجتمع مع ثلاث سفن صغيرة ونقل الحمل عليها - تم شراء هذه السفن الصغيرة مقدما. كان من المفترض بعد ذلك إسقاط الأسلحة بالقرب من العريش في مصر. ثم يقوم قائد شرطة البحرية الفلسطينية جمعة غالي ومسؤوله التنفيذي فتحي غازم بجمع الأسلحة هناك.

## الشحنة
كانت السفينة نفسها تقدر قيمتها بمبلغ 400 ألف دولار أمريكي وكانت الحمولة المدنية المستخدمة لإخفاء الأسلحة حوالي 3 ملايين دولار وقدرت الأسلحة بقرابة 15 مليون دولار. شملت الشحنة الأسلحة التالية:
- صواريخ الكاتيوشا 122 ملم.
- صواريخ الكاتيوشا 107 ملم.
- قذائف هاون من عيار 80 ملم.
- قذائف هاون من عيار 120 ملم.
- الصواريخ المضادة للدبابات.
- الألغام المضادة للدبابات.
- بنادق قنص.
- أيه كيه-47 (كلاشنيكوف) بنادق هجومية.
- الذخيرة.
- طن ونصف طن من المتفجرات العالية.

عسقلان ومدن ساحلية أخرى كانت مهددة من قبل صواريخ الكاتيوشا إذا وصلت إلى غزة. كان مطار بن غوريون الدولي ومختلف المدن الإسرائيلية الكبرى ضمن نطاق هذه الصواريخ إذا كانت موجودة في الضفة الغربية. شملت الشحنة أيضا قوارب مطاطية ومعدات الغوص. كان من شأن هذه المعدات أن تسهل الهجمات البحرية من غزة ضد المدن الساحلية.
ذكر اللواء يديديا ياعري قائد سلاح البحرية الإسرائيلي أن الأسلحة والمعدات كانت معبأة في 83 صندوقا من البلاستيك المقاوم للماء وتعلق على العوامات للسماح بإسقاطها واسترجاعها في البحر.

## الاعتراض
بدأت البعثة في الساعة 04:45 يوم 3 يناير 2002 في البحر الأحمر على بعد 500 كيلومتر (311 ميل) من إسرائيل. كانت السفينة تبحر في المياه الدولية في طريقها إلى قناة السويس. فاجأت قوات الكوماندوز التابعة للبحرية الإسرائيلية المدعومة بالمروحيات العسكرية والطائرات القتالية طاقمها واستولت على السفينة دون إطلاق رصاصة. أخذت السفينة إلى إيلات ليلة 4 يناير.
أعلن اللواء شائول موفاز رئيس أركان الجيش الإسرائيلي في مؤتمر صحفي في تل أبيب يوم 4 يناير أن الجيش استولى على السفينة بينما كان الجنرال أنتوني زيني يجتمع مع ياسر عرفات لتعزيز المفاوضات بين إسرائيل والسلطة الفلسطينية.

## فيما بعد
يذكر أن إسرائيل والولايات المتحدة زعمتا أن حزب الله له صلة بسفينة الأسلحة الفلسطينية التي ضبطتها إسرائيل. كان ثلاثة من عناصر حزب الله المعتقلين في الأردن يحاولون تهريب صواريخ الكاتيوشا إلى الفلسطينيين (أطلق سراح المعتقلين في وقت لاحق من قبل الأردنيين بناء على طلب من الحكومة اللبنانية). أغرقت إسرائيل سفينة صيد أخرى تحمل أسلحة للفلسطينيين في مايو 2002. اتهمت إسرائيل بشراء الأسلحة والشحنات العسكرية بمساعدة حزب الله. رفض حزب الله اتهامات بالتورط في شحن الأسلحة. ذكرت التقارير الإسرائيلية أن السفينة التي تم شراؤها من لبنان حملت أسلحة في جزيرة كيش الإيرانية في منتصف الليل قبالة سواحل إيران. ثم أبحرت عبر خليج عمان وبحر العرب وخليج عدن والبحر الأحمر.
نفى الزعيم الفلسطيني ياسر عرفات تورطه. بينما يؤكد الجيش الإسرائيلي أن الأسلحة كانت مرتبطة بالسلطة الفلسطينية فقد أشارت مصادر أخرى إلى أن الأسلحة قد توجهت بدلا من ذلك إلى لبنان لاستخدام جماعة حزب الله الإسلامية المسلحة. أيد بعض الأكاديميين مثل ماثيو ليفيت وأنتوني كوردسمان وإفريم كارش وجهة النظر القائلة بأن السفينة كانت تهرب الأسلحة الإيرانية إلى السلطة الفلسطينية.
في وقت لاحق اعتقلت إسرائيل فؤاد الشوبكي وهو مساعد عرفات الذي كان مسؤولا عن الشؤون المالية في السلطة الفلسطينية وبالتالي اعتبرته العقل المدبر للعملية. اتهم بتهريب الأسلحة وإقامة صلات مع وكيل أجنبي لدوره في تمويل سفينة الأسلحة. في عام 2006 تم احتجاز الشوبكي بعد غارة قامت بها قوات الدفاع الإسرائيلية على سجن أريحا حيث كان محتجزا مع أحمد سعدات - زعيم الجبهة الشعبية لتحرير فلسطين. احتجزوا مع قتلة وزير السياحة السابق رحبعام زئيفي. طالب المدعي العام الإسرائيلي بإرسال الشوبكي إلى السجن لمدة 25 عاما مشيرا إلى شدة جرائمه. قررت المحكمة أنه ينبغي الحكم على الشوباكي بعقوبة مخفضة مع مراعاة سن الشيخوخة ومشاكله الصحية. أدين الشوبكي وحكم عليه بالسجن لمدة 20 عامًا.
بعد اعتقاله في عام 2006 قال الشوبكي للإسرائيليين أن السلطة الفلسطينية مولت الخلايا الإرهابية مثله. قدر أن ما بين 7 و10 ملايين دولار تستخدم كل سنتين لشراء الأسلحة لقطاع غزة. بالإضافة إلى ذلك تم إنفاق مليوني دولار على أسلحة للضفة الغربية. وفقا للشوبكي فقد جاءت الأموال من المساعدات الدولية للسلطة الفلسطينية وهي أموال ضريبية تنقلها إسرائيل بشكل روتيني إلى السلطة الفلسطينية والضرائب المحصلة من قطاع غزة. كما اعترف بعلاقته في شراء الأسلحة لرئيس جماعة التنظيم الإرهابية في غزة. كانت جماعة التنظيم معروفة بهجماتها على المنشآت العسكرية والمستوطنات الإسرائيلية في قطاع غزة.
انتهكت محاولة التهريب الاتفاقات بين السلطة الفلسطينية وإسرائيل. تحدد هذه الاتفاقات كمية ونوع الأسلحة التي يسمح للسلطة الفلسطينية بحيازتها.
منذ ذلك الحين علقت تونغا سجل سفنها الدولي.

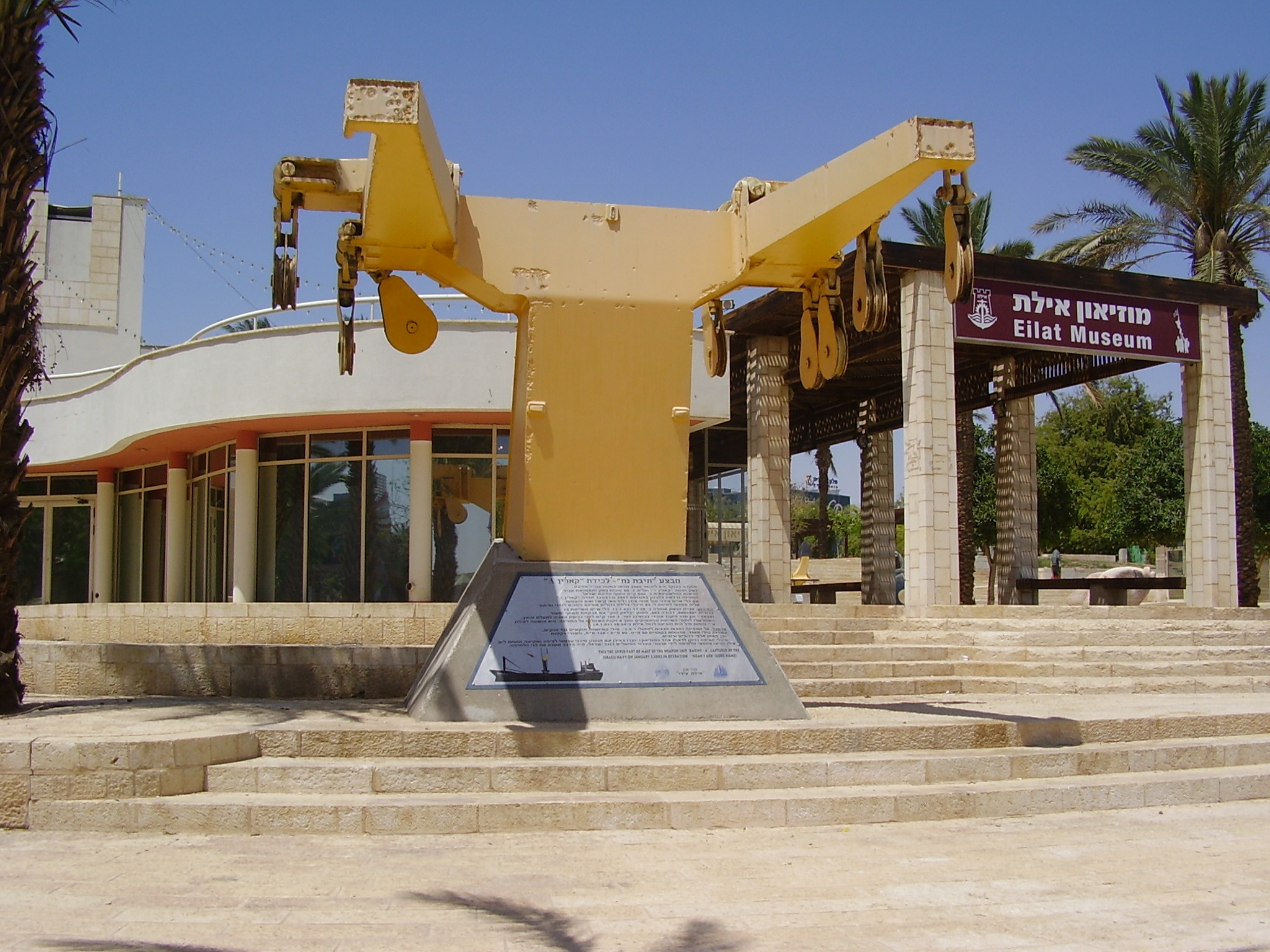
الجزء العلوي من سارية سفينة الأسلحة كارين أيه التي استولت عليها البحرية الإسرائيلية.

طبقا لدوغلاس فيث فإن عملية سفينة نوح كانت عكس آراء نائب رئيس الولايات المتحدة ديك تشيني عن ياسر عرفات وأقنعته بأن عرفات «كان جزءا من الشبكة الإرهابية العالمية».
يقول محمد جواد ظريف أن عرفات وحركة فتح لم يكونا حلفاء مع إيران في ذلك الوقت مؤكدا أنه لم يسمح لعرفات بالاجتماع مع آية الله علي خامنئي خلال إقامته في طهران قبل هذا الحادث خلال مؤتمر منظمة التعاون الإسلامي.